# Ignace Bessi Dogbo
Ignace Bessi Dogbo (nascut el 17 d'agost de 1961) és un prelat ivorià de l'Església catòlica que és arquebisbe d'Abidjan des del 2024. Anteriorment va ser bisbe de Katiola del 2004 al 2021 i arquebisbe de Korhogo del 2021 al 2024, després d'haver-hi servit com a administrador apostòlic. El 7 de desembre de 2024 el Papa Francesc el va crear cardenal.

## Biografia
Ignace Bessi Dogbo va néixer el 17 d'agost de 1961 a Niangon-Adjamé, un poble del districte d'Abidjan. Va ser ordenat sacerdot el 2 d'agost de 1987 per Laurent Akran Mandjo bisbe de la diòcesi de Yopougon i va complir els càrrecs parroquials en aquesta diòcesi durant dos anys. A partir de 1989, va estudiar durant quatre anys al Pontifici Institut Bíblic de Roma i es va llicenciar en exegesi. De retorn a Yopougon, va ser director diocesà de les Pontifícies Obres Missioneres de 1993 a 1995 i vicari general de la diòcesi de 1995 a 1997. L'any 1997 va ser nomenat rector de la catedral de Saint-André de Yopougon. De 1993 a 1997 també va ser professor de llengües bíbliques al seminari major Saint Paul d'Abadjin Kouté ( Songon ) i assistent espiritual diocesà dels Joves Estudiants Cristians.
El 12 de maig de 2004, el papa Joan Pau II el va nomenar bisbe de Katiola. Va rebre la seva consagració episcopal el 4 de juliol del bisbe Mandjo i hi va ser instal·lat el 10 de juliol.
L'octubre de 2015, com a representant electe dels bisbes ivorians, va participar en el Sínode dels Bisbes, al Vaticà.
El 2017, es va convertir en administrador apostòlic de Korhogo . El 3 de gener de 2021, el papa Francesc el va nomenar arquebisbe de Korhogo.
Del 2017 al juny del 2023, va ser president de la Conferència de Bisbes Catòlics de Costa d'Ivori .
El 20 de maig de 2024, Francesc va nomenar Bessi Dogbo arquebisbe d'Abidjan.Va ser instal·lat el 3 d'agost a la catedral de Sant Pau d'Abidjan.
El 6 d'octubre de 2024, el papa Francesc va anunciar que planejava fer de Bessi Dogbo cardenal el 8 de desembre, una data que després es va canviar al 7 de desembre.
El 7 de desembre de 2024, el papa Francesc el va nomenar cardenal, assignant-li com a membre de l'ordre dels cardenals preveres el títol de Santi Mario e Compagni Martiri.